# Sumin (powiat lipnowski)
Sumin – wieś w Polsce położona w województwie kujawsko-pomorskim, w powiecie lipnowskim, w gminie Kikół.

## Podział administracyjny

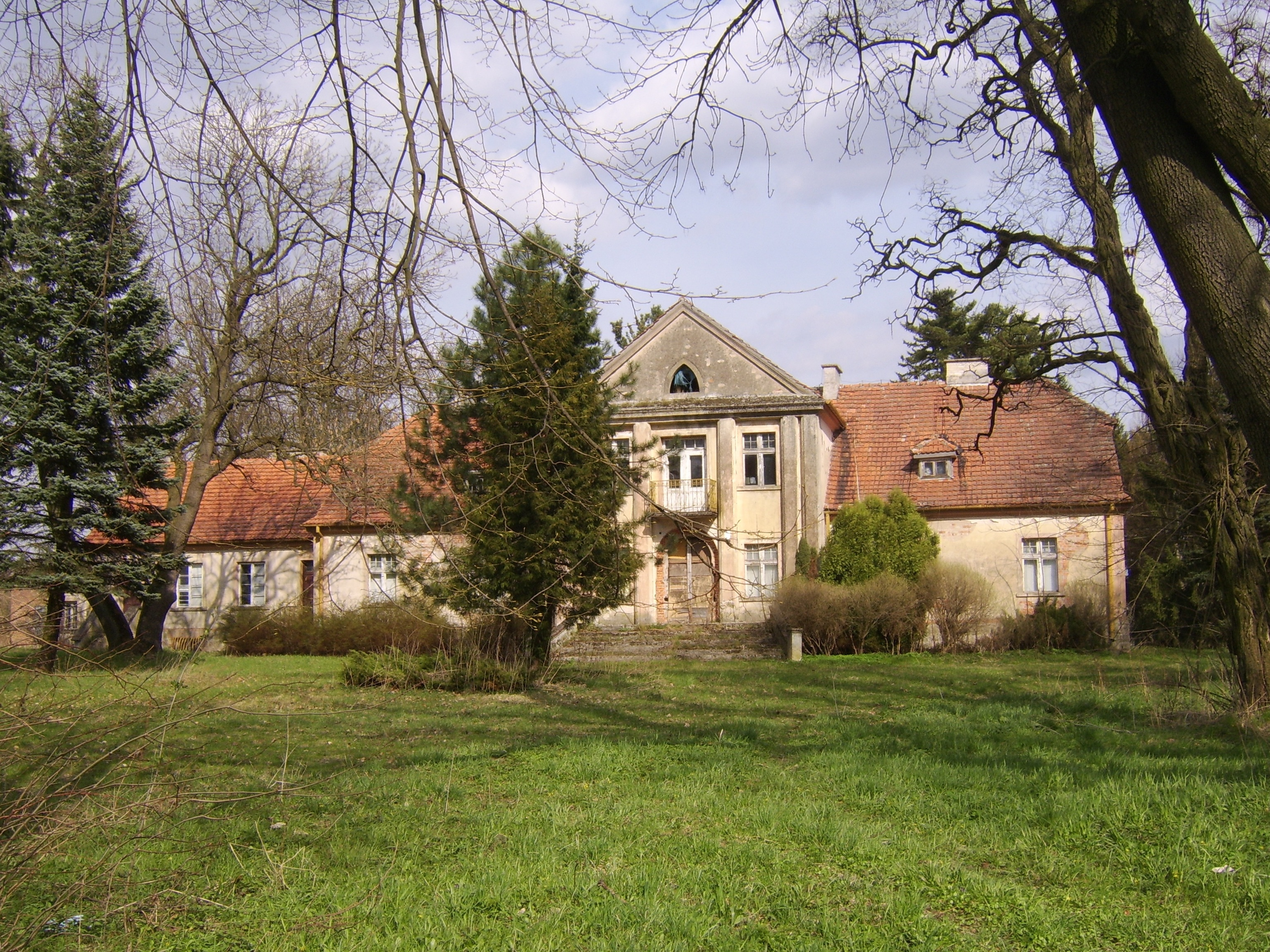
Dwór

W latach 1975–1998 miejscowość należała administracyjnie do województwa włocławskiego.

## Demografia
Według Narodowego Spisu Powszechnego (III 2011 r.) wieś liczyła 470 mieszkańców. Jest czwartą co do wielkości miejscowością gminy Kikół.

## Parafia katolicka
We wsi znajduje się parafia pw. Świętego Krzyża.

## Zabytki
Według rejestru zabytków NID na listę zabytków wpisane są
- kościół parafialny pw. Świętego Krzyża, rok 1897, nr rej.: A/423 z 29.03.1988
- zespół dworski i folwarczny z 1. połowy XIX w., nr rej.: 201/A z 23.04.1988
  - dwór
  - park
  - folwark z 1. połowy XIX w.
    - rządcówka, przełom XIX/XX w.
    - hydrofornia
    - czworak
    - chlewnia
    - spichrz, rok 1928
    - obora
    - gorzelnia
    - magazyn spirytusu

## Instytucje
- Środowiskowy Dom Samopomocy „Koniczynka” w Suminie (dawniej Publiczne Gimnazjum w Suminie) – otwarto 1 grudnia 2015 roku.